# Sociologie historique
La sociologie historique s'intéresse au devenir des phénomènes macrosociaux, sans les présupposés d'une philosophie de l'histoire qui cherche à établir des relations de causalités sur la base d'une nécessité ou d'une finalité. Elle vise à décrire les processus de transformation historique des faits sociaux ou anthropologiques afin de mieux comprendre la réalité et la cohérence des systèmes culturels de nos sociétés (architecture, religion, langue, droit, costume, civilité, jeux, musique, etc.) dans ce qu'ils ont d'irréductibles à toutes rationalités fonctionnelles.

## Histoire
Fondée dès l'origine comme discipline distincte de l'histoire, la sociologie s'est vue enfermée dans l'étude des états actuels des mouvements et des phénomènes sociaux. En effet, cette dernière procède par observation de terrain, entretiens ou statistiques qui réduisent la société à un ensemble de faits contemporains et qui conduisent à des explications de type interactionniste. Au contraire, la sociologie historique tente de replacer les phénomènes sociaux dans leur épaisseur historique, pour faire apparaître les différents contextes dans lesquels ils se sont développés et avec lesquels ils entretiennent un rapport permanent.
La sociologie historique n'est pas une branche de l'histoire, c'est-à-dire l'étude sociologique d'une époque passée: elle est toujours à la fois comparative et transhistorique. Elle considère que les formes passées de la société ne sont pas disparues avec leurs époques, mais que, comme dans la langue, elles restent contenues et actualisées dans ses formes présentes. Moins portée vers l'étude d'archives que l'histoire (la microhistoire) et vers l'étude de terrain que la sociologie, elle recourt plutôt à de vastes analyses documentaires ou bibliographiques pour mettre en place de large enquêtes comparatives.

## Principaux auteurs
Après le chancelier Francis Bacon et le philosophe Jean-Jacques Rousseau, c'est sans doute Max Weber qui est l'initiateur et le théoricien de la sociologie historique (comparative), suivi par l'économiste Werner Sombart et le politologue Carl Schmitt.
À leur suite, on trouvera des synthèses de sociologie historique chez Georg Simmel dans Philosophie de l'argent (1900), Maurice Halbwachs dans les Cadres sociaux de la mémoire (1925) et La topographie légendaire des Évangiles en Terre sainte (1941), Johan Huizinga dans Homo ludens (1938), Ernst Cassirer, Henry Sumner Maine, Karl Mannheim, Karl Vossler dans Langue et culture de la France (1953), Norbert Elias dans Sur le processus de civilisation, Émile Benveniste dans Le vocabulaire des institutions indo-européenne (1970), Erwin Panofsky, Margaret Mead dans Thèmes de culture de la France (1957). On retrouve également cette approche chez des auteurs aussi divers que Charles Morazé, Raymond Aron, Louis Dumont dans Homo æqualis (1977) et Homo hierarchicus (1966), Claude Lefort dans Les formes de l'histoire (1978), Jean-Pierre Vernant, Richard Brown, Jean Baechler, Marcel Gauchet dans Le désenchantement du monde (1985), Clifford Geertz, Louis Maitrier, etc.
Très proche de certains travaux d'anthropologie historique et sociale comme ceux d'A. M. Hocart avec Social origins (1954), mais aussi de Philippe Descola avec Par-delà nature et culture (2005), la sociologie historique ne doit pas être confondue avec l'histoire sociale, ni même avec la socio-histoire, car si c'est bien une sociologie, elle traite des formes du passé en considérant comme secondaires les régimes d'historicité.